# Mesocyclops bernardi
Mesocyclops bernardi is een eenoogkreeftjessoort uit de familie van de Cyclopidae. De wetenschappelijke naam van de soort werd voor het eerst geldig gepubliceerd in 1986 door Petkovski.